# Jack Colback
Jack Raymond Colback, född 24 oktober 1989, är en engelsk fotbollsspelare (central mittfältare) som spelar för Queens Park Rangers. 

## Klubbkarriär
Colback började sin seniorkarriär i Sunderland 2008 och var inledningsvis utlånad till Ipswich Town i Championship. Efter 115 matcher i Premier League med Sunderland valde han att gå över till klubbens största rival, Newcastle United.
Den 31 januari 2018 lånades Colback ut till Nottingham Forest över resten av säsongen 2017/2018. Den 20 juli 2018 blev det klart att han även lånades ut till Nottingham Forest över säsongen 2018/2019. Den 11 augusti 2020 värvades Colback av Nottingham Forest.

## Landslagskarriär
Jack Colback spelade en match för Englands U20-landslag 2009 och blev uttagen i A-landslaget för första gången i augusti 2014. Englands förbundskapten Roy Hodgson beskrev honom då som en "ginger Pirlo".